# Поріг Данської протоки

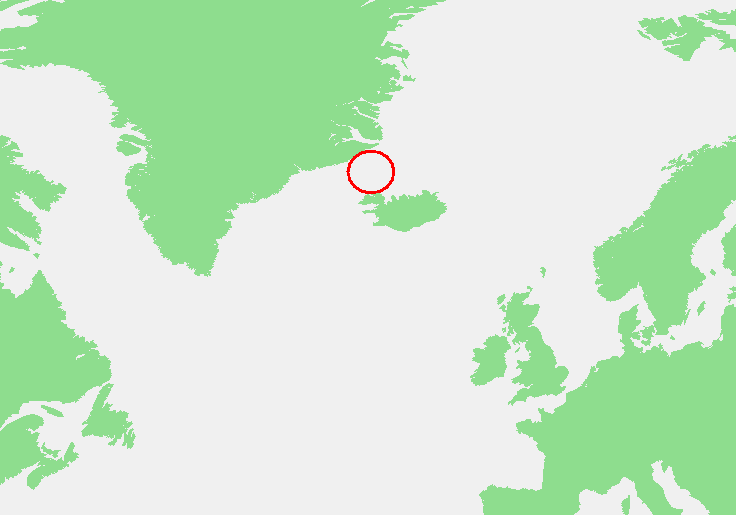
Данська протока

Поріг Данської протоки — підводний водоспад, розташований на заході Данської протоки в Атлантичному океані, на Полярному колі між Ісландією та Гренландією. Це найвищий у світі підводний водоспад, вода якого падає майже на 3505 м.
Він утворений різницею щільності водних мас по обидві сторони Данської протоки, причому східна сторона холодніша за західну. Завдяки цій різниці, коли дві маси зустрічаються вздовж верхнього хребта протоки, холодніша, щільніша вода тече вниз і під теплішу, менш щільну воду.
Науковці вважають, що поріг Данської протоки має швидкість потоку понад 5,0 млн м³/сек, що робить її в 350 разів більшою за осушений водоспад Гуайра на кордоні Бразилії та Парагваю, який колись вважався найпотужнішим водоспадом на Землі, який сам був у 12 разів потужнішим за водоспад Вікторія.